# Regency Act
Als Regency Act bezeichnet man mehrere durch das britische Parlament erlassene Gesetze, die die Einsetzung eines Regenten regeln, falls der britische Monarch nicht mehr in der Lage ist, sein Amt auszuüben oder noch nicht das Alter von 18 Jahren erreicht hat. Vor 1937 wurden Regency Acts nur im Bedarfsfall erlassen. 1937 trat jedoch ein dauerhaftes Gesetz in Kraft. Mit diesem wurde auch der Staatsrat gebildet, der den Monarchen im Falle einer kurzfristigen Abwesenheit außerhalb des Königreichs vertritt.
Der einzige Regency Act, der tatsächlich zur Anwendung kam, war jener des Jahres 1811. Damals übernahm George, Prince of Wales, die Amtsgeschäfte von seinem Vater George III., der geisteskrank geworden war. Der Prince of Wales herrschte als Prinzregent bis zum Tode seines Vaters und bestieg 1820 als George IV. selbst den Thron.

## Regency Act 1728
Der erste durch das britische Parlament erlassene Regency Act war jener im Jahr 1728. Das Gesetz legte fest, dass Königin Caroline von Brandenburg-Ansbach im Falle des Todes ihres Gatten, König George II. die Regentschaft übernehmen sollte. Das Gesetz war notwendig geworden, weil George gleichzeitig Kurfürst von Hannover war und seiner Heimat einen Besuch abstattete.

## Regency Act 1751
1751 starb Friedrich Ludwig von Hannover, der älteste Sohn von König George II. und Thronfolger. Dadurch wurde sein ältester Sohn George, Prince of Wales, der neue Thronfolger. Der Prinz war zum Zeitpunkt des Todes seines Vaters erst zwölf Jahre alt. Wäre der König während der folgenden sechs Jahre gestorben, wäre der neue Monarch noch minderjährig gewesen.
Das Parlament erließ den Regency Act 1751. Es legte fest, dass Georges Mutter Augusta von Sachsen-Gotha-Altenburg als Regentin herrschen würde. Außerdem war für diesen Fall die Bildung eines Regentschaftsrates (Council of Regency) vorgesehen, der Prinzessin Augusta zur Seite stehen und als eine Art Bremse dienen sollte. Die Ausübung gewisser Hoheitsrechte wie Kriegserklärungen oder das Abschließen von Friedensverträgen hätten die Mehrheit des Rates erfordert.

## Regency Act 1765
1760 bestieg der noch kinderlose George III. den Thron, sein möglicher Nachfolger wäre sein Bruder Edward, Duke of York and Albany gewesen. Der neue König heiratete jedoch bald und wurde mehrfacher Vater. 1765 waren drei Kinder in den obersten Positionen der Thronfolge. Erneut erließ das Parlament einen Regency Act, so dass nach dem allfälligen Tod des Monarchen ein Regent bereitstand. Laut diesem Gesetz sollten entweder seine Ehefrau Sophie Charlotte von Mecklenburg-Strelitz oder seine Mutter Augusta von Sachsen-Gotha-Altenburg regieren. Auch in diesem Fall war die Schaffung eines Regentschaftsrates vorgesehen.

## Regency Bill 1789
Der Regency Bill von 1789 war ein Gesetzesvorschlag, um George, Prince of Wales zum Regenten ernennen zu können, da sein Vater George III. erste Anzeichen einer Geisteskrankheit zeigte. Zu jenem Zeitpunkt gab es keine rechtliche Grundlage für die Ernennung eines Regenten und der König war kurzzeitig nicht in der Lage, um dem Gesetz seine Zustimmung zu geben. Das Parlament beschloss, dass der Lordkanzler das Große Reichssiegel selbst anbringen solle, damit das Gesetz in Kraft treten kann. Der König hatte sich jedoch rechtzeitig erholt, bevor das Gesetz endgültig verabschiedet werden konnte. Die zunehmenden mentalen Probleme des Königs in den folgenden Jahren zeigten die Notwendigkeit eines solchen Gesetzes auf. Der König wehrte sich jedoch gegen die Verabschiedung eines Gesetzes, solange er noch einigermaßen bei klarem Verstand war.

## Regency Act 1811
Ende 1810, nach dem Tod seiner jüngsten Tochter Amelia, durchlief König George III. erneut eine Phase der Geistesschwäche. Das Parlament beschloss, den Gesetzesvorschlag von 1789 erneut vorzulegen. Ohne die Zustimmung des Königs versah der Lordkanzler die Nominationen für die Lordkommissare mit dem Großen Reichssiegel. Im Namen des Königs erteilten die Lordkommissare ihre Zustimmung zum Gesetz, das Regency Act 1811 genannt und am 10. Januar 1811 vom Parlament beschlossen wurde.
Das Parlament beschnitt einige Rechte des Prinzregenten. Diese Beschränkungen endeten jedoch ein Jahr nach Inkrafttreten des Gesetzes. Das Besondere an diesem Regency Act war, dass es keinen Regentschaftsrat vorsah. Einer der Gründe war, dass der Prinzregent ohnehin Thronfolger war und nach dem Tod seines Vaters die vollen Rechte übernehmen würde.
Ab dem 5. Februar 1811 regierte der Prince of Wales mit voller königlicher Gewalt für seinen dem Wahnsinn verfallenen Vater.

## Regency Act 1831
1830 ging die Herrschaft auf William IV. über, dem drittältesten Sohn von George III. Allerdings hatte William IV. keine legitimen Söhne und angesichts des fortgeschrittenen Alters seiner Ehefrau Adelheid von Sachsen-Meiningen war die Geburt eines Kindes eher unwahrscheinlich. Die mögliche Thronfolgerin, Prinzessin Alexandrina Victoria von Kent, war erst zwölf Jahre alt. Victorias Vater war bereits verstorben und das Parlament misstraute den jüngeren Söhnen von George III. Wäre der König vor Victorias 18. Geburtstag gestorben, dann wäre ihre Mutter Victoire von Sachsen-Coburg-Saalfeld zur Regentin bestimmt worden.

## Lord Justices Act 1837
Im Jahr 1837 folgte Prinzessin Victoria von Kent ihrem verstorbenen Onkel und wurde zur Königin Victoria. Damals war sie 18 Jahre alt, unverheiratet, kinderlos und ohne Erben. Der nächste in der Thronfolge war Ernst August Prinz von Hannover, der im Königreich Hannover auf William IV. folgte, da die Lex Salica es Victoria untersagte, Königin von Hannover zu werden. Ernst August verließ das Vereinigte Königreich, um in Hannover sein Amt anzutreten. Bis zur Heirat der Königin und der Geburt eines legitimen Kindes würde der Thronfolger also im Ausland weilen. Im Falle eines vorzeitigen Todes von Victoria wäre Ernst August sicherlich nach Großbritannien zurückgekehrt, mit den damals verfügbaren Transportmitteln hätte dies aber einige Wochen in Anspruch genommen.
Um in einem solchen Fall das reibungslose Funktionieren der Regierung zu gewährleisten, verabschiedete das Parlament den Lord Justices Act 1837. Es sah nicht die Einsetzung eines Regenten vor, da die Ankunft des neuen Monarchen in einer angemessenen Frist erwartet werden durfte. Stattdessen sollten Personen wie der Erzbischof von Canterbury und der Lord Chief Justice für diese kurze Zeitspanne einige der Aufgaben des Monarchen übernehmen. Im Gegensatz zu einem Regenten hätten sie aber nicht das Parlament auflösen oder Adelstitel vergeben dürfen.

## Regency Act 1840
1840 hatte Königin Victoria mittlerweile Prinz Albert von Sachsen-Coburg und Gotha geheiratet und eine Tochter geboren (die spätere deutsche Kaiserin Victoria). Es konnte erwartet werden, dass die Königin mehrfache Mutter werden würde, doch die Kinder wären noch mindestens 18 Jahre lang minderjährig gewesen. Im Falle des Todes von Prinzessin Victoria wäre eine neue Regelung für die Regentschaft notwendig geworden. Der Lord Justices Act von 1837 konnte nicht auf die Kinder der Königin angewendet werden, da sie im Vereinigten Königreich lebten. Das Parlament erließ deshalb den Regency Act 1840, das Prinz Albert als möglichen Regenten vorsah, bis das älteste Kind die Volljährigkeit erreicht haben würde. Das Gesetz war damals ziemlich umstritten. Die Briten misstrauten damals Prinz Albert und er war im Parlament allgemein unbeliebt.

## Regency Act 1910
Im Jahr 1910 war Königin Victorias Enkel George V. König geworden. Seine Kinder waren jedoch alle unter 18 Jahre alt. Das Parlament erließ einen neuen Regency Act. Mögliche Regentin wäre Georges Ehefrau Maria von Teck gewesen. Auch hier war keine Schaffung eines Regentschaftsrates vorgesehen.

## Regency Act 1937
1937 bestieg George VI. den Thron, mit seiner ältesten Tochter Elisabeth II. als wahrscheinlichster Nachfolgerin (Heiress Presumptive). Sie war allerdings erst knapp elf Jahre alt, was einen neuen Regency Act nötig machte.
Anstatt ein Gesetz zu erlassen, das sich explizit nur auf die Nachfolge von George VI. bezog, verabschiedete das Parlament mit dem Regency Act 1937 ein Gesetz, das bei allen künftigen Monarchen Anwendung finden sollte. Es hob den Lord Justices Act von 1837 auf und schuf ein neues Gremium, den Staatsrat. Dieser sollte im Falle eines Auslandaufenthaltes oder einer vorübergehenden Krankheit des Monarchen die Amtsgeschäfte übernehmen.
Das Gesetz verlangte, dass der Regent die nächste Person in der Thronfolge, mindestens 21 Jahre alt, britischer Staatsbürger mit Wohnsitz im Vereinigten Königreich und gemäß dem Act of Settlement Anspruch für die Thronfolge qualifiziert sein muss. Der Staatsrat sollte aus dem Ehegatten des Monarchen sowie den vier nächsten, über 21 Jahre alten, Personen in der Thronfolge zusammengesetzt sein. Zum Zeitpunkt des Inkrafttretens des Gesetzes wäre Henry, 1. Duke of Gloucester, zum Regenten ernannt worden, falls Elisabeth vorzeitig den Thron bestiegen hätte.

## Regency Act 1943
Dieses Gesetz modifizierte den Regency Act von 1937. Es besagte, dass ein Staatsrat, der während der Abwesenheit des Monarchen ebenfalls abwesend war, nicht zu den Sitzungen eingeladen wird. Es legte auch fest, dass der Thronfolger lediglich 18 Jahre alt sein muss, um dem Staatsrat anzugehören.

## Regency Act 1953
König George VI. starb 1952 und wurde durch seine Tochter Elisabeth, die Herzogin von Edinburgh, abgelöst, die nun als Elisabeth II. herrschte. Ihr ältester Sohn Charles, Prince of Wales war noch nicht 18 Jahre alt, doch das Gesetz würde die automatische Einsetzung eines über 21-jährigen Regenten ermöglichen, sollte dies notwendig sein. In diesem Fall wäre dies Margaret, Countess of Snowdon, die Schwester der Königin, gewesen. Trotzdem änderte das Parlament das Gesetz erneut und beschloss, dass Prinz Philip, Duke of Edinburgh, im Falle der Thronfolge eines Minderjährigen der mögliche Regent sein würde. Das neue Gesetz beseitigte auch die Anomalie, dass ein Monarch zwar mit 18 Jahren den Thron besteigen, aber nicht als Regent herrschen darf. Außerdem wurde es der Königinmutter ermöglicht, wieder Staatsrätin zu werden.